# Niederwallstraße 6/7
Niederwallstraße 6/7 ist ein denkmalgeschützter Gebäudekomplex in Berlin-Mitte. Der Denkmalschutz beruht auf dem 1885 errichteten Hinterhaus. Das Vorderhaus wurde erst 2012 erbaut.

## Geschichte
Im Jahr 1885 wurden zwei gleiche Gebäude für die 51. und 130. Gemeindeschule nach Plänen des Architekten Hermann Blankenstein in der Niederwallstraße gebaut. Das Schulgebäude wurde in den folgenden Jahren stetig weiter zu Unterrichtszwecken genutzt, die Schul-Nummerierung änderte sich jedoch: 1943 waren die beiden Häuser die 16. und die 130. Volksschule.
Gegen Ende des Zweiten Weltkriegs, als Berlin umkämpft wurde, erhielt das Vorderhaus 1944 schwere Treffer und wurde danach abgetragen.
Nach dem Ende des Krieges, ab Juni 1945 diente das erhaltene hintere Gebäude zunächst zur Unterbringung des ausgebombten Französischen Gymnasiums, in welches 1949 dann das traditionsreiche Gymnasium zum Grauen Kloster einzog.
Im Jahr 1958 erhielt das Gebäude die Bezeichnung 2. Erweiterte Oberschule Berlin-Mitte. Dort blieben aber die bürgerlich-humanistischen Traditionen im Bewusstsein vieler Schüler erhalten, auch durch den altsprachlichen Unterricht von Griechisch und Latein als einziger Schule in Ost-Berlin. Verhältnismäßig viele Schüler kamen aus Funktionärsfamilien oder von anderen gesellschaftlich hochgestellten Eltern, es gab aber auch einige Pfarrerskinder und jüdische Schüler. Die politische Erziehung war an dieser Schule noch strenger als in anderen Erweiterten Oberschulen.
1984 wurde die Schule geschlossen, der genaue Schließungsgrund ist nicht bekannt. Das Buch Klosterkinder über das Gymnasium zum Grauen Kloster von Knut Elstermann (mit einem Kapitel über seine Jahre in der Niederwallstraße) aus dem Jahr 2009 und der Dokumentarfilm Rote Socken im Grauen Kloster von Evelyn Schmidt von 1990/1991 (hier berichten acht Abiturientinnen vom Jahrgang 1968 über ihr Schuldasein) erinnern an diese Zeit.
Nach dem Mauerfall und der verwaltungsmäßigen Neuordnung Berlins blieb der ehemalige Schulkomplex im Eigentum der Stadt Berlin. Sie gründete hier im Jahr 2006 die Staatliche Hotelfachschule Berlin (HOFA). Um alle Schüler bequem unterbringen zu können und der Vielzahl an Schulbewerbungen genügen zu können, wurde 2012 wurde ein neues Vordergebäude im modernen aber angepassten Baustil (Bauhöhe, Klinkerfassade) errichtet.

## Architektur
Die beiden im gleichen Stil errichteten Schulgebäude sind (waren) viergeschossige Klinkerverblendbauten. Ihre Fassade wird durch gekuppelte segmentbogige Fenster klar gegliedert, darüber hinaus erfolgte eine sehr sorgfältige Detailausarbeitung. Die Haupttreppenanlage ist Bestandteil der Eingangshalle, ist großzügig gestaltet und erstreckt sich über alle Geschosse.